# Mega Man 8
Mega Man 8, также известная в Японии как Rockman 8: Metal Heroes (яп. メタルヒーローズ), — видеоигра в жанре платформер. Является восьмой игрой оригинальной серии Mega Man и вышла на приставках PlayStation и Sega Saturn.

## Геймплей и нововведения
Геймплей не потерпел почти никаких изменений.
Поскольку игра выходила на приставках 5-го поколения, графика и звук стали лучше, однако многие считают, что графика значительно ниже стандартов Sony PlayStation и Sega Saturn. В игре появились видеовставки типа FMV, сделанные специально для игры компанией Xebec, и озвучивание персонажей. В игре, как и в предыдущей части, присутствовал магазин, однако теперь валютой служат болты, определённое количество которых спрятано на уровнях.

## Сюжет
Где-то в космосе начался поединок между двумя странными созданиями. Как только они столкнулись друг с другом, они начали падать на Землю...
Одновременно с этим на самой планете, Басс вызвал Мегамена на битву, чтобы доказать, что он сильнее всех Робот-Мастеров на планете. Сражение прервала Ролл, которая доставила "брату" сообщение: Доктор Лайт обнаружил загадочный метеорит со сгустком неизвестной энергии, упавший на один из островов в Тихом океане. Мегамен был отправлен туда, чтобы побольше узнать об этом и, по возможности, не дать кому бы то ни было завладеть этим источником энергии.
Механический герой даже и не догадывался, что остров, куда упал метеорит, был секретным убежищем его злейшего врага - доктора Уайли. Тот уже успел добыть образцы энергии, забрать одного робота и скрыться. Спустя некоторое время Мегамен обнаружил останки другого инопланетного робота, которого решил доставить к доктору Лайту на ремонт.
После устранения первой четвёрки Робот-Мастеров Мегамен доставил к своему создателю образцы энергии. Когда оба ушли, неизвестный робот активировался и уничтожил сгустки энергии. После он скрылся в пустыне. Лайт отправил Мегамена следовать за этим роботом. Как только робот заметил Мегамена, началась битва. Внезапно вмешался Протомен, сообщивший "брату" о том, что была обнаружена новая крепость Уайли - Башня Уайли (Wily Tower). Как только Мегамен закончил битву с неизвестным, его схватил один из новых Робот-Мастеров Уайли. Тут же инопланетянин спасает Мегамена и называет своё имя: Дуо (Duo).
Дуо рассказал Мегамену о том, что таинственная энергия, которая была у другого робота, несла в себе большую мощь. Она называлась "Энергия Зла" (Evil Energy). Уайли воспользовался Энергией Зла, чтобы усилить остальных Робо-Мастеров и создать энергетический барьер, защищающий его Башню от прочих внешних воздействий. Чтобы получить доступ туда, Мегамен уничтожает всех Робо-Мастеров и источники Энергии Зла.
В самой подземной крепости Уайли Мегамен снова встретил Басса, овладевшего Энергией Зла. Использовав слияние с Треблом, тот решил устроить реванш. Естественно, Басс снова потерпел поражение.
Наконец, Мегамен в восьмой раз победил Уайли. На этот раз безумный доктор заразил его остатками Энергии Зла. Если бы не Дуо, Мегамен уже погиб бы от этой таинственной энергии... Протомен передал очнувшемуся Мегамену прощальное "спасибо" от Дуо.

## Робот-Мастеры
| Робот-Мастер                   | Специальное оружие                     | Слабость               |
| ------------------------------ | -------------------------------------- | ---------------------- |
| Tengu Man (Человек-Тэнгу)      | Торнадо-Держатель (Tornado Hold)       | Ледяная Волна          |
| Clown Man (Человек-Клоун)      | Электрический Коготь (Thunder Claw)    | Торнадо-Держатель      |
| Grenade Man (Человек-Граната)  | Бомба-Вспышка (Flash Bomb)             | Электрический Коготь   |
| Frost Man (Морозный человек)   | Ледяная Волна (Ice Wave)               | Бомба-Вспышка          |
| Search Man (Поисковый человек) | Самонаводящаяся Ракета (Homing Sniper) | Огненный Меч           |
| Astro Man (Астрочеловек)       | Метеоритный Дождь (Astro Crush)        | Самонаводящаяся Ракета |
| Aqua Man (Аквачеловек)         | Водяной Шар (Water Balloon)            | Метеоритный Дождь      |
| Sword Man (Человек-Меч)        | Огненный Меч (Flame Sword)             | Водяной Шар            |

Робот-полицейский Дуо (Duo). Появляется в Среднем этапе после победы первой четверки роботов. Слабость - Ледяная волна.

## Боссы замка доктора Уайли
| Босс                             | Слабость                                       |
| -------------------------------- | ---------------------------------------------- |
| Червь в панцире (Atetemino)      | Мега-Мяч                                       |
| Летающий робот (Bliking)         | Метеоритный Дождь                              |
| Басс и Требл (Bass & Treble)     | Бомба-Вспышка, Метеоритный дождь, Мега-Бластер |
| Зелёный Дьявол (Green Devil)     | Электрический Коготь                           |
| Машина Уайли 8 (Wily Machine №8) | Водяной Шар                                    |
| Капсула Уайли (Wily Capsule)     | Огненный Меч                                   |

## Оружие
- Mega Buster — Мега-Бластер. Стандартное оружие Мегамена.
- Tornado Hold — Торнадо-Держатель. Мегамен выпускает лезвие, образующее торнадо и поднимающее его и некоторые другие объекты.
- Thunder Claw — Электрический Коготь. Мегамен выпускает электрическую цепь, которая зацепляется за крюки, висящие в воздухе на некоторых уровнях.
- Flash Bomb — Бомба-Вспышка. Мегамен выпускает бомбу, взрывающуюся при контакте со стеной или врагом в течение нескольких секунд.
- Ice Wave — Ледяная Волна. Мегамен выпускает ледяные кристаллы, ползущие по земле и по стенам.
- Astro Crush — Метеоритный Дождь. Мегамен образует дождь из метеоритов, уничтожающих всех врагов на экране.
- Water Balloon — Водяной Шар. Мегамен выстреливает водяной шар, летящий по дуге вниз.
- Flame Sword — Огненный Меч. Мегамен атакует врага огненным мечом, наносящим не значительный урон.
- Homing Sniper — Самонаводящаяся Ракета. Мегамен выстреливает ракету, которая ложится на цель.
- Mega Ball — Мега-Мяч. Новое оружие Мегамена. Игрок пинает мяч, летящий по-диагонали.

## Отзывы об игре
| Иноязычные издания                 | Иноязычные издания     |
| Издание                            | Оценка                 |
| ---------------------------------- | ---------------------- |
| CVG                                | PS:                    |
| EGM                                | SAT: 8,5/10            |
| Famitsu                            | 28/40                  |
| GameFan                            | PS: 86/100             |
| Game Informer                      | PS: 7/10               |
| GamePro                            | PS:                    |
| GameRevolution                     | SAT: B                 |
| GameSpot                           | PS: 6,3/10 SAT: 6,0/10 |
| IGN                                | PS: 6/10               |
| PlayStation: The Official Magazine | [ 11 ]                 |
| Ultra Game Players                 | PS: 8,1/10             |
| Next Generation Magazine           | PS:                    |

Большинство обозревателей выставили игре средние оценки на том основании, что игра является неплохой, но ничем не отличается от предыдущих игр серии и поэтому кажется скучной. Также игру критиковали за плохую по меркам пятого поколения графику и "отвратительное" озвучивание в английской версии.

## Mega Man 8 FC
Как и в случае с RockMan 7 FC, фанаты выпустили 8-битный ремейк восьмой части серии в 2010 году.

### Изменения и отличия от оригинала
1. Вырезан интро-уровень.
2. Все 8 Робот-Мастеров доступны сразу.
3. Болты теперь выпадают из уничтоженных врагов.
4. Отсутствует промежуточный уровень с Дуо.
5. Отсутствуют Rush Item, Rush Bike, Rush Bomber и Rush Charger.
6. Система кодов взята из первых 6-ти игр серии.
7. Шкалы энергии и здоровья взяты из первых 6-ти игр серии.
8. Вырезана сцена с Дуо, где он спасает Мегамена от Энергии Зла и появление Протомена перед битвой с доктором Вайли.
9. После финальной битвы показываются моменты Мегамена с первых 7-ми частей, в том числе и восьмое поражение Вайли.